# 白塔站
白塔站，位于中國内蒙古呼和浩特市赛罕区，邮政编码010070，建于1923年，是京包铁路上的一个车站。因当地的万部华严经塔俗称“白塔”而得名。该站隶属呼和浩特铁路局呼和浩特站，办理货运业务及本站产生改编车流业务，为四等车站，本站及相邻上下行区间均为电气化区段。本站设有通过场、站内场、工业交接场和添蜜梁线路所，设有12条专用线。
白塔火车站旧址已于2014年9月24日被公布为内蒙古自治区重点文物保护单位，2019年10月16日被正式列入第八批全国重点文物保护单位名录。